# KaBlam!
KaBlam! fue una serie animada de historietas, de Nickelodeon transmitida entre 1996 y 2000 con caricaturas de comedia, al igual que Oh Yeah! Cartoons, como los protagonistas de la historieta Henry y June, que presentan el programa con caricaturas de los cómics. Sus principales sketches o caricaturas eran "La Liga de la Acción" que pasó a ser un Nicktoon, y Angela Anaconda que pasó a ser serie de TV.

## Personajes principales
- Henry (interpretado por Noah Segan)
- June (interpretado por Julia McIlvaine)

## Lista de caricaturas de Kablam!
- La Liga de la Acción (parodia de la Liga de la Justicia con muñecos de plástico)
- Sniz y Fondue
- Prometeo y Bob
- Angela Anaconda
- La Vida con Loopy
- Los Excéntricos
- Jetcat
- Black Wolf
- El Programa de Louie y Louie

## Doblaje en Latinoamérica
Principal
- Narrador - Alejandro Mayén
- Henry - Alfredo Leal
- June - Christine Byrd

Sniz y Fondue
- Sniz - Rubén León
- Fondue - Carlos Íñigo

La Liga de la Acción
- Alcalde - Humberto Solórzano
- The Flesh - Gabriel Gama
- Thundergirl - Patricia Hannidez
- Stinky Diver - Jorge Roig
- Meltman - Herman López
- Jefe - Luis Alfonso Padilla
- Bill, El Científico - Gerardo del Valle
- Quarky - Mayra Arellano
- Hush Push - Jorge Ornelas

La Vida con Loopy
- Loopy Cooper - Claudia Motta
- Larry Cooper - Humberto Ramírez, Luis Daniel Ramírez (últimos episodios)
- Madre de Loopy - Loretta Santini
- Padre de Loopy - Gerardo Reyero, Jorge Santos (algunos episodios)
- Cartero - Alfredo Gabriel Basurto

Los Excéntricos
- Betty Ann Bongo
- Tina - Kathleen Fasolino

Prometeo y Bob
- Prometeo - Gabriel Chávez
- Bob - Eduardo Borja

El Programa de Louie y Louie
- Louie (camaleón) - Jorge Ornelas
- Louie (hámster) - Benjamin Rivera

## Spin-offs
De esta serie se han derivado dos spin-off, uno llamado Angela Anaconda que fue transmitido en Latinoamérica por la cadena Fox Kids, el segundo un Nicktoon que solo se transmitió en Estados Unidos llamado Action League Now basado en Liga de Acción de KaBlam!.
- Datos: Q1719460